# American Woman
Pour plus de détails, voir Fiche technique et Distribution.
American Woman est un film dramatique britannico-américain réalisé par Jake Scott, sorti en 2018.

## Synopsis
En 2003, dans une petite ville rurale de Pennsylvanie, une adolescente, Bridget, disparaît sans laisser de traces et laisse derrière elle son petit garçon encore bébé, Jesse. La mère célibataire de la disparue, Debra, le prend en charge et tente d'alerter la police en soupçonnant le père de l'enfant, un certain Tyler, comme le responsable de la disparition de sa fille. Mais, faute de preuves pour l'incriminer, l'affaire est non résolue. Quelques années plus tard, Debra élève toujours Jesse et elle enchaîne les relations amoureuses tumultueuses, entre un petit ami violent, une maîtresse amoureuse d'elle et un époux infidèle. Après avoir abandonné son métier de caissière dans un supermarché, elle a repris ses études et, toujours hantée par la disparition inexplicable de Bridget et suspicieuse envers le toxicomane, Debra tente de construire une nouvelle vie stable avec son petit-fils. Jusqu'au jour où, 11 ans après, un inspecteur de police lui apprend la vérité sur sa fille, tuée par un tueur en série, et dont la dépouille a été retrouvée...

## Fiche technique
- Titre original et français : American Woman
- Réalisation : Jake Scott
- Scénario : Brad Ingelsby
- Photographie : John Mathieson
- Montage : Joi McMillon
- Musique : Adam Wiltzie
- Producteurs : Ridley Scott, Kevin J. Walsh, Michael Pruss et Brad Feinstein
- Sociétés de production : Endeavor Content, Scott Free Productions, Romulus Entertainment et Mill House Motion Pictures
- Sociétés de distribution : Roadside Attractions et Vertical Entertainment
- Pays d'origine :  Royaume-Uni,  États-Unis
- Langue originale : anglais
- Format : Film dramatique
- Durée : 111 minutes
- Dates de sortie  :
  - Canada : 9 septembre 2018 (Festival international du film de Toronto)
  - États-Unis : 14 juin 2019
  - France : 17 novembre 2019 (en VOD)

## Distribution
- Sienna Miller : Debra Callahan
- Christina Hendricks : Katherine
- Aaron Paul : Chris
- Amy Madigan : Peggy
- Pat Healy : Ray
- Will Sasso : Terry
- Sky Ferreira : Bridget Callahan
- Alex Neustaedter : Tyler Hanrick
- Aidan Fiske : Jesse
  - Aidan McGraw : Jesse jeune
- E. Roger Mitchell : détective-sergent Morris
- Kentucker Adler : Brett Toback
- Rachel Singer : Mrs. Derrick